# 馬桑區
馬桑區（西班牙語：Distrito de Mazán），是秘魯的一個區，位於該國東北部洛雷託大區的邁納斯省，始建於1943年7月2日，面積9,922.45平方公里，海拔高度108米，2005年人口13,573，人口密度每平方公里1.4人。